# モブツ主義

ザイールの国旗。

モブツ主義は、モブツ・セセ・セコの政策や主張をイデオロギーとして表したものである。コンゴ（ザイール）の独裁者となったモブツは、ザイール化政策を始めとする産業や企業の国有化を行い、白人やその他諸外国人が掌握していた経営権をザイール人に置換するなど保護主義的なナショナリズムを取った。

## 概要
1967年に行われた「ンセレ宣言」と呼ばれる演説でモブツ主義を確立した。モブツ主義では特定の民族や地域を偏重する事は否定し、代わりにコンゴの全国民、全民族、全地域が「ザイール人」という一塊で団結し、そして近代化を得るべきという試みであった。
モブツ主義においては「革命」と「ナショナリズム」が尊重される。「資本主義と共産主義、両方の否定」を明確とする第三の位置も標榜しており、モブツ主義は右派・左派どちらでもない事から「ファシズム」とも批判されていた（政権側が「ファシズム」や「ファシズム国家」とは提言していないが、実態はファシズムと瓜二つという状態の政権を「熱帯ファシズム」（トロピカル・ファシズム）と呼ぶ場合がある）。

## 実践
1971年、国名をザイール川に因んだ「ザイール」に変更すると、「ザイール・ナショナリズム」の下に産業国有化、また全国民に自分の名前をコンゴ風・現地風の名前に変更するよう呼びかけ、モブツ自身も「ジョゼフ＝デジレ・モブツ」から「モブツ・セセ・セコ・クク・ンベンドゥ・ワ・ザ・バンガ」に変更している。またこういったナショナリズムの扇動を背景に一党制を敷き、ザイール憲法を発布してMPRによる完全な独裁体制を完成させた。国内ではナショナリズム的政策を行ったが、外交政策ではモブツは明確に西側寄りであり、アメリカや元宗主国ベルギーから財政支援を取り付けたものの、モブツは財政支援で得た資金を不正に流用し自らの懐に入れていた。

## 新モブツ主義
1997年の第一次コンゴ戦争でザイールは崩壊した物の、その後の混乱や第二次コンゴ紛争、また東部での紛争によってモブツやザイールへのノスタルジーを実感した一部の国民はモブツを支持しており、モブツの息子、ンザンガ・モブツはモブツ主義民主連合という政党を結成して支持を集めた。